# Metaalwerken van Antwerpen
Metaalwerken van Antwerpen war ein belgischer Hersteller von Fahrzeugen, der seine Produkte unter verschiedenen Markennamen anbot.

## Unternehmensgeschichte

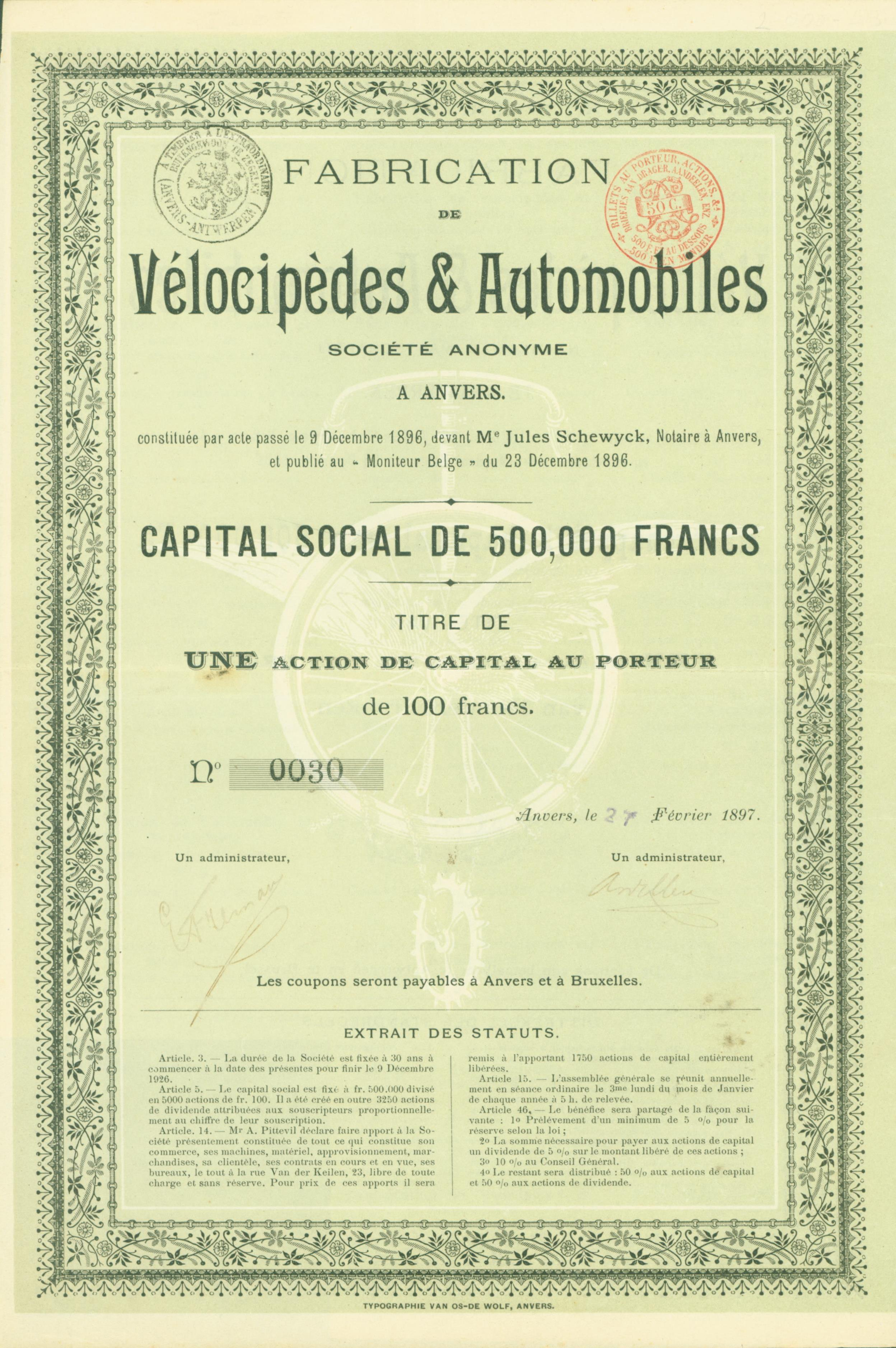
Aktie über 100 Francs der Fabrication de Vélocipèdes & Automobiles S.A. vom 27. Februar 1897

Das Unternehmen SA de Fabrication de Vélocipèdes et Automobiles aus der Vaartstraat in Antwerpen-Borgerhout wurde 1896 gegründet. 1899 wurde es in Metaalwerken van Antwerpen umbenannt. Aloïs Pittevil und Alphonse Dillen leiteten es. Im selben Jahr begann die Produktion von Fahrräder, Nähmaschinen, Werkzeug und Automobilen. 1900 endete die Pkw-Produktion, und kurz danach erfolgte eine erneute Umbenennung in Ateliers du Canal. 1907 erlosch das Unternehmen.

## Pkw

### Markenname Metaalwerken van Antwerpen
Unter diesem Markennamen entstand ein Lizenzbau des Leesdorfer.

### Markenname Pittevil
Dieses Modell hatte einen Zweizylindermotor von Aster. Die Kraftübertragung erfolgte mit Riemen.

### Markenname Phébé
Dieses Modell war ebenfalls mit einem Einbaumotor von Aster ausgestattet.